# Hinterer Chrebsbach
Der Hintere Chrebsbach ist ein 2,9 Kilometer langer rechter Zufluss der Töss in den Stadtkreisen Stadt und Mattenbach im Süden Winterthurs. Er entspringt am Eschenberg nahe am Eschenbergturm, durchquert den Wildpark Bruderhaus und mündet unweit des Reitplatzes in die Töss. Er ist ein mittelsteiles, kleines Fliessgewässer des kollinen, karbonatischen Mittellands-

## Etymologie
Bis 1780 wurde der Hintere Chrebsbach auf seiner ganzen Länge als Bruderbach geführt – der heutige Name eines der Oberläufe.

## Geographie

### Verlauf
Das Quellgebiet des Baches liegt auf 583 m ü. M. an der Schneisenstrasse etwa 100 Meter westlich des Eschenbergturms. Nach ungefähr 800 Metern durchfliesst der Bach das Luchs-, Sikahirsch- und Rothirschgehege des Wildparks Bruderhaus auf einer Länge von 300 Metern.
Eineinhalb Kilometer nach seiner Quelle mündet der Bach dann in den kleinen Sternenweiher, wo er sich mit dem Forrenbach vereinigt. Dieser ist ähnlich gross wie der Hintere Chrebsbach und ist sogar noch einige Meter länger.
Nach dem Sternenweiher fliesst der Hintere Chrebsbach weiter westwärts, erreicht beim Reitplatz die Talsohle und fliesst nach einem kleinen Knick etwa einen Viertelkilometer nördlich des Reitplatzes auf einer Höhe von 439 m ü. M. in die Töss.

### Einzugsgebiet
Das Einzugsgebiet des Hinteren Chrebsbach ist etwa 1,68 Quadratkilometer gross. Er ist der wichtigste unter den Bächen, die den Eschenberg entwässern. Sein Einzugsgebiet liegt vollständig im Gebiet des Eschenbergwaldes. Der mit 591 m ü. M. höchste Punkt des Einzugsgebiets wird beim Eschenbergturm erreicht, die durchschnittliche Höhe beträgt 527 m ü. M.